# Jeremain Lens
Jeremain Lens (Amsterdam, 24 november 1987) is een Nederlands voormalig betaald voetballer die doorgaans als aanvaller speelde. Hij speelde onder meer voor PSV en AZ en op huurbasis voor N.E.C., Fenerbahçe en Sunderland. Lens debuteerde in augustus 2010 in het Nederlands voetbalelftal.

## Clubvoetbal

### Jeugd
Lens werd geboren in de Amsterdamse Bijlmer als kind van Surinaamse ouders. Het gezin woonde in eerste instantie in de flat Echtenstein en verhuisde later naar de Overtoom en de Doctor H. Colijnstraat in Geuzenveld. Hij voetbalde bij VVA/Spartaan, waar hij echter niet officieel stond ingeschreven, maar speelde onder de naam van zijn broer Virgil.
Lens begon als jeugdspeler bij VVA/Spartaan. In 2000 werd hij gescout door Ajax. Als jeugdspeler van Ajax was hij te zien in de documentairefilm Ajax: Daar hoorden zij engelen zingen. Zijn verblijf bij Ajax zou slechts tot een seizoen beperkt blijven, in mei 2001 moest hij de club, tegelijk met Eljero Elia en Nordin Amrabat, verlaten vanwege een gebrek aan mentaliteit. In hun zoektocht naar een andere club kwam het gezin uit bij de toenmalige amateurclub FC Omniworld. In Almere kwam Lens in de B1 te spelen. In de B1 werd Lens als brutaal gezien en kwam hij in botsing met zijn toenmalige trainer, die besloot Lens terug te zetten naar de B2. In plaats daarvan werd hij door trainer Joeri Volkers juist gevraagd de A1, dat uitkwam op het hoogste amateurniveau, te komen versterken. Hier maakte Lens indruk, door topscorer te worden.

### AZ
Lens kreeg in 2003 een tweede kans in het betaald voetbal, toen AZ hem vroeg bij hen te komen spelen. In eerste instantie zag hij geen heil in een overgang naar de Alkmaarse club, maar na enkele gesprekken besloot hij de overstap te wagen. Hij rondde in Amsterdam het vmbo af en startte hierna havo op een school in Alkmaar, om zo de trainingen te kunnen volgen. Na een jaar brak hij deze opleiding af, om zich geheel op het voetbal te kunnen richten. Lens werd topscorer in de A1 en het tweede elftal van de club en werd bij diverse toernooien uitgeroepen tot beste speler. Trainer Louis van Gaal haalde Lens in 2005 naar het eerste elftal. Op 3 maart 2006 debuteerde hij in het betaald voetbal in de uitwedstrijd tegen N.E.C.. In het seizoen 2006/07 kreeg Lens meer speelminuten, ware het voornamelijk als invaller.

### Verhuur aan N.E.C.
In het daarop volgende jaar kreeg Lens de kans om verhuurd te worden aan een andere Eredivisieclub. Hij koos voor N.E.C., waar Mario Been trainer was en Dominique Kivuvu, een jeugdvriend van Lens, reeds speelde. Hoewel Lens eerst een eigen appartement kreeg, trok hij later bij Kivuvu in. Hij maakte op 18 augustus tegen Roda JC Kerkrade zijn debuut voor N.E.C. Op 9 november scoorde hij zijn eerste doelpunt voor N.E.C. in een 3-0 overwinning op Heracles Almelo. Na 21 speelrondes stond Lens met N.E.C. zeventiende, maar daarna werden elf van de dertien volgende Eredivisiewedstrijden gewonnen. Op 2 februari scoorde Lens beide doelpunten in een 2-0 overwinning op Heracles. Op de laatste speelronde scoorde Lens opnieuw twee keer, ditmaal tegen NAC Breda (3-1 winst). Daarmee eindigde N.E.C op de achtste plaats in de Eredivisie, waarmee play-offs om UEFA Cup-voetbal werd afgedwongen. In die zes wedstrijden speelde Lens bijna alle minuten en kreeg N.E.C. slechts één tegendoelpunt. Lens scoorde drie keer in het finale-tweeluik met NAC Breda dat met 6-0 en 1-0 overtuigend aan de kant werd gezet. Daarmee kwalificeerde de club zich deelname aan de voorronde van de UEFA Cup ticket. Hij speelde 38 wedstrijden en kwam daarin tot dertien doelpunten en vijf assists. Hierna werd Lens door Van Gaal teruggehaald naar AZ.

### AZ
Kort na zijn terugkeer bij AZ, brak Lens een middenvoetsbeentje. Hierdoor was hij zes maanden uit de roulatie en liet een rentree bij de Alkmaarse club lang op zich wachten. Lens kwam in het seizoen 2008/09 tot acht wedstrijden, waarin hij één doelpunt maakte. Dat seizoen vierde hij wel zijn eerste landskampioenschap.
Na het kampioensseizoen vertrok Van Gaal naar FC Bayern München en werd Ronald Koeman de nieuwe trainer van AZ. Deze gaf in de spits de voorkeur aan Mounir El Hamdaoui, waardoor Lens noodgedwongen werd gepositioneerd als rechterspits. De club kende een lastige start van het seizoen 2009/10. In de seizoensopener wist Lens met de club nog wel beslag te leggen op de Johan Cruijff schaal, door tweemaal te scoren in de met 1-5 gewonnen wedstrijd tegen sc Heerenveen, maar in de competitie begon de ploeg slecht en ook in de Champions League wist de club geen potten te breken. In december 2009 werd Koeman aan de kant gezet en uiteindelijk vervangen door Dick Advocaat. Hierop kreeg Lens zijn positie als centrumspits terug en bloeide hij weer op. Lens speelde dit seizoen nagenoeg alle wedstrijden en wist hierin twaalf keer te scoren. Lens was ondertussen uitgegroeid tot een van de dragende spelers van AZ en er kwam interesse van diverse Engelse clubs, waaronder Newcastle United en Wolverhampton Wanderers. Vanuit Nederland was er interesse van PSV.

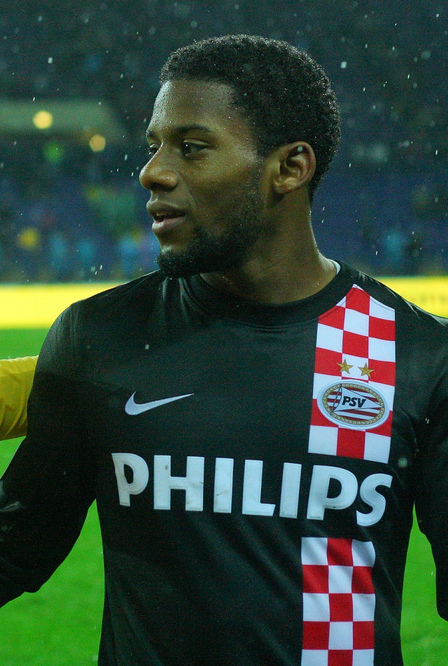
Lens in het shirt van PSV

### PSV
Lens en PSV kwamen op 1 juni 2010 tot een akkoord over een transfer naar Eindhoven. AZ en PSV hadden al eerder overeenstemming bereikt over de overgang, waarbij ook Dirk Marcellis werd betrokken, die de omgekeerde weg bewandelde. Lens tekende in Eindhoven een contract tot de zomer van 2015.
Bij PSV presteerde Lens wisselvallig. Tijdens de historische 10-0 zege tegen Feyenoord maakt Lens zijn eerste twee doelpunten voor PSV, hij maakt de 5-0 en de 10-0. Toch maakte Lens een moeilijk seizoen door en uiteindelijk verloor hij zijn basisplaats. In zijn tweede seizoen doet PSV weer lang mee in de titelstrijd. Lens begint als rechtsbuiten maar verliest zijn plek gedurende het seizoen aan Zakaria Labyad en, na het ontslag van trainer Fred Rutten, Georginio Wijnaldum. Tegen het einde van het seizoen weet hij Tim Matavz uit de punt van de aanval te verdrijven.
Aan het begin van het seizoen 2012/13 kreeg hij van de nieuwe coach Dick Advocaat de voorkeur boven Tim Matavz als voorste spits.
Na afloop van De Kraker Feyenoord-PSV (2-1) op zondag 24 februari 2013 in de Kuip in Rotterdam zocht Lens in de catacomben de confrontatie met Feyenoord-verdediger Joris Mathijsen wegens een voorval dat zich op het veld had voorgedaan. Lens moest zich voor de vechtpartij bij zijn clubleiding verantwoorden, die hem de maximale boete oplegde. Van de aanklager betaald voetbal kreeg hij op woensdag 27 februari een schorsing opgelegd van vier wedstrijden. PSV ging akkoord met die straf.

### FC Dynamo Kiev
Op dinsdag 18 juni 2013 werd bekend dat Lens van PSV overstapte naar FC Dynamo Kiev, waar hij een contract voor vier jaar tekende. Met de transfer zou een bedrag van negen miljoen euro gemoeid zijn, dat bij het behalen van prijzen zou kunnen oplopen tot ruim tien miljoen. Lens zelf zou twee miljoen euro per jaar opstrijken. Bij het persbericht dat Dynamo over de overgang op haar website plaatste, werd in eerste instantie verkeerdelijk de foto geplaatst van Ruben Schaken, in plaats van Lens. In zijn eerste seizoen won hij met Kiev de Oekraïense voetbalbeker en in het seizoen 2014/15 werd de club landskampioen en werd andermaal de beker gewonnen.

### Sunderland
Lens tekende in juli 2015 een contract tot medio 2019 bij Sunderland, de nummer zestien van de Premier League in het voorgaande seizoen. Dat betaalde circa €11.200.000,- voor hem aan Dynamo Kiev. Hij kwam hier te spelen onder coach Dick Advocaat, die hem ook trainde bij PSV. Lens maakte op 8 augustus 2015 zijn officiële debuut voor Sunderland, tijdens de eerste speelronde van de Premier League 2015/16, uit bij Leicester City. Sunderland verloor die dag met 4-2. Lens maakte 21 dagen later zijn eerste doelpunt voor de Engelse club. In een competitiewedstrijd uit bij Leicester City schoot hij in de 52 minuut de 2-2 binnen, wat ook de eindstand was. De assist voor zijn eerste goal kwam van Ola Toivonen, met wie hij ook speelde bij PSV.

### Turkije
Sunderland verhuurde Lens gedurende het seizoen 2016/17 aan Fenerbahçe. Daar kwam hij landgenoten Robin van Persie en Gregory van der Wiel tegen, evenals de Nederlandse stafleden Dick Advocaat, Mario Been en Cor Pot. Sunderland verhuurde Lens in augustus 2017 voor een jaar aan het eveneens Turkse Beşiktaş JK, de kampioen van het voorgaande seizoen. Hier trof hij landgenoot Ryan Babel aan. Beşiktaş lichtte in februari 2018 een optie in Lens' contract dat de club het recht gaf om hem na afloop van het seizoen definitief over te nemen van Sunderland. Op 1 februari 2021 werd hij verhuurd aan Fatih Karagümrük.

### FC Versailles
In juli 2022 tekende Lens een contract voor twee jaar bij FC Versailles 78, een club op het derde niveau van Frankrijk. In mei 2024 maakte Lens bekend aan zijn laatste weken als profvoetballer bezig te zijn.

## Clubstatistieken
| Seizoen | Club             | Competitie     | Competitie | Competitie | Competitie | Beker | Beker | Beker | Internationaal | Internationaal | Internationaal | Totaal | Totaal | Totaal |
| Seizoen | Club             | Competitie     | Wed.       | Dlp.       | Ass.       | Wed.  | Dlp.  | Ass.  | Wed.           | Dlp.           | Ass.           | Wed.   | Dlp.   | Ass.   |
| ------- | ---------------- | -------------- | ---------- | ---------- | ---------- | ----- | ----- | ----- | -------------- | -------------- | -------------- | ------ | ------ | ------ |
| 2005/06 | AZ               | Eredivisie     | 1          | 0          | 0          | 0     | 0     | 0     | —              | —              | —              | 1      | 0      | 0      |
| 2006/07 | AZ               | Eredivisie     | 18         | 1          | 0          | 1     | 0     | 0     | 6              | 0              | 0              | 25     | 1      | 0      |
| 2007/08 | → N.E.C.         | Eredivisie     | 37         | 13         | 5          | 1     | 0     | 0     | —              | —              | —              | 38     | 13     | 5      |
| 2008/09 | AZ               | Eredivisie     | 8          | 1          | 1          | 0     | 0     | 0     | —              | —              | —              | 8      | 1      | 1      |
| 2009/10 | AZ               | Eredivisie     | 32         | 12         | 8          | 3     | 2     | 1     | 5              | 2              | 0              | 40     | 16     | 9      |
| 2010/11 | PSV              | Eredivisie     | 33         | 10         | 15         | 2     | 0     | 2     | 13             | 3              | 2              | 48     | 13     | 19     |
| 2011/12 | PSV              | Eredivisie     | 33         | 9          | 11         | 5     | 1     | 2     | 12             | 1              | 4              | 50     | 11     | 17     |
| 2012/13 | PSV              | Eredivisie     | 30         | 15         | 11         | 4     | 1     | 0     | 6              | 3              | 1              | 40     | 19     | 12     |
| 2013/14 | Dynamo Kiev      | Premjer Liha   | 28         | 5          | 4          | 4     | 0     | 2     | 9              | 2              | 1              | 41     | 7      | 7      |
| 2014/15 | Dynamo Kiev      | Premjer Liha   | 21         | 5          | 10         | 6     | 1     | 1     | 10             | 3              | 1              | 37     | 9      | 12     |
| 2015/16 | Sunderland       | Premier League | 20         | 3          | 3          | 2     | 1     | 0     | —              | —              | —              | 22     | 4      | 3      |
| 2016/17 | Sunderland       | Premier League | 2          | 0          | 0          | 0     | 0     | 0     | —              | —              | —              | 2      | 0      | 0      |
| 2016/17 | → Fenerbahçe     | Süper Lig      | 26         | 4          | 12         | 5     | 0     | 4     | 5              | 1              | 1              | 36     | 5      | 17     |
| 2017/18 | → Besiktas       | Süper Lig      | 24         | 1          | 0          | 6     | 3     | 4     | 2              | 0              | 1              | 32     | 4      | 5      |
| 2018/19 | Besiktas         | Süper Lig      | 28         | 1          | 6          | 0     | 0     | 0     | 9              | 4              | 4              | 37     | 5      | 10     |
| 2019/20 | Besiktas         | Süper Lig      | 23         | 2          | 4          | 2     | 0     | 0     | 4              | 0              | 0              | 29     | 2      | 4      |
| 2020/21 | Besiktas         | Süper Lig      | 2          | 1          | 0          | 0     | 0     | 0     | 2              | 0              | 1              | 4      | 1      | 1      |
| 2020/21 | → Karagümrük     | Süper Lig      | 16         | 3          | 1          | 0     | 0     | 0     | —              | —              | —              | 16     | 3      | 1      |
| 2021/22 | Besiktas         | Süper Lig      | —          | —          | —          | —     | —     | —     | —              | —              | —              | 0      | 0      | 0      |
| 2022/23 | FC Versailles 78 | National       | 14         | 6          | 2          | 0     | 0     | 0     | —              | —              | —              | 14     | 6      | 2      |
| 2023/24 | FC Versailles 78 | National       | 27         | 3          | 4          | 1     | 0     | 0     | —              | —              | —              | 28     | 3      | 4      |
| Totaal  | Totaal           | Totaal         | 423        | 95         | 97         | 42    | 9     | 16    | 83             | 19             | 16             | 548    | 123    | 129    |

Bijgewerkt op 4 juli 2024.

## Interlandcarrière

### Suriname
Hoewel Lens eerder voor het Nederlands elftal –21 uitkwam, bleef hij emotioneel verbonden met zijn afkomst. In 2009 werd Lens door bondscoach Wensley Bundel opgenomen in de Surinaamse selectie voor de PARBO Bier Cup. Omdat het toernooi niet onder auspiciën van de FIFA werd gespeeld, mocht Lens uitkomen voor dit informele Surinaams voetbalelftal, bestaande uit spelers van de Natio en de Suriprofs. Zijn eerste wedstrijd voor het Surinaamse combinatieteam was de wedstrijd tegen Frans-Guyana (0-2 verlies) op 3 juni 2009. Met het team behaalde Lens uiteindelijk de tweede plaats in het vierlandentoernooi.
| Wedstrijden van Jeremain Lens voor het officieuze Surinaamse team | Wedstrijden van Jeremain Lens voor het officieuze Surinaamse team | Wedstrijden van Jeremain Lens voor het officieuze Surinaamse team | Wedstrijden van Jeremain Lens voor het officieuze Surinaamse team | Wedstrijden van Jeremain Lens voor het officieuze Surinaamse team | Wedstrijden van Jeremain Lens voor het officieuze Surinaamse team |                           |
| №                                                                 | Datum                                                             | Wedstrijd                                                         | Uitslag                                                           | Soort Wedstrijd                                                   | Doelpunten                                                        |                           |
| Als speler van AZ Alkmaar                                         | Als speler van AZ Alkmaar                                         | Als speler van AZ Alkmaar                                         | Als speler van AZ Alkmaar                                         | Als speler van AZ Alkmaar                                         | Als speler van AZ Alkmaar                                         | Als speler van AZ Alkmaar |
| ----------------------------------------------------------------- | ----------------------------------------------------------------- | ----------------------------------------------------------------- | ----------------------------------------------------------------- | ----------------------------------------------------------------- | ----------------------------------------------------------------- | ------------------------- |
| 1.                                                                | 03-06-2009                                                        | Suriname - Frans-Guyana                                           | 0-2                                                               | PARBO Bier Cup 2009                                               | 0                                                                 |                           |
| 2.                                                                | 05-06-2009                                                        | Suriname - Guyana                                                 | 5-1                                                               | PARBO Bier Cup 2009                                               | 23' 48'                                                           |                           |
| 3.                                                                | 07-06-2009                                                        | Suriname - Antigua en Barbuda                                     | 1-0                                                               | PARBO Bier Cup 2009                                               | 0                                                                 |                           |

### Nederland
Lens debuteerde op 11 augustus 2010 in het Nederlands voetbalelftal in een oefeninterland tegen Oekraïne. Bondscoach Bert van Marwijk gunde 22 van de 23 spelers van de selectie van het WK 2010 rust en selecteerde in plaats daarvan zeventien anderen, waaronder Lens. In zijn debuutwedstrijd voor Oranje maakte hij in de 73e minuut zijn eerste doelpunt voor het Nederlands Elftal. Hij maakte deel uit van de voorlopige selectie voor het EK 2012, maar viel op zaterdag 26 mei 2012 af voor de definitieve 23-koppige selectie, net als Vurnon Anita, Siem de Jong en Adam Maher.
De opvolger van Van Marwijk, Louis van Gaal, liet Lens in de kwalificatie voor het Wereldkampioenschap voetbal 2014 in Brazilië meerdere malen in de basis starten. In de oefeninterland tegen Colombia op 19 november 2013 kreeg hij de rode kaart nadat hij Pablo Armero, die een gemene overtreding op hem maakte, bij de keel greep. Naar aanleiding van deze rode kaart, die geen officiële gevolgen had, werd hij door de KNVB een duel geschorst. Hierna werd hij weer in genade aangenomen. Op 31 mei 2014 maakte Van Gaal bekend dat Lens geselecteerd was voor het Wereldkampioenschap in Brazilië.
| Interlands van Jeremain Lens voor Nederland | Interlands van Jeremain Lens voor Nederland | Interlands van Jeremain Lens voor Nederland | Interlands van Jeremain Lens voor Nederland | Interlands van Jeremain Lens voor Nederland | Interlands van Jeremain Lens voor Nederland | Interlands van Jeremain Lens voor Nederland |
| №                                           | Datum                                       | Wedstrijd                                   | Uitslag                                     | Competitie                                  | Goals                                       |                                             |
| Als speler van PSV                          | Als speler van PSV                          | Als speler van PSV                          | Als speler van PSV                          | Als speler van PSV                          | 6                                           |                                             |
| ------------------------------------------- | ------------------------------------------- | ------------------------------------------- | ------------------------------------------- | ------------------------------------------- | ------------------------------------------- | ------------------------------------------- |
| 1                                           | 11 augustus 2010                            | Oekraïne – Nederland                        | 1 – 1                                       | Vriendschappelijk                           | 73'                                         |                                             |
| 2                                           | 7 september 2010                            | Nederland – Finland                         | 2 – 1                                       | EK-kwalificatie                             |                                             |                                             |
| 3                                           | 12 oktober 2010                             | Nederland – Zweden                          | 4 – 1                                       | EK-kwalificatie                             |                                             |                                             |
| 4                                           | 17 november 2010                            | Nederland – Turkije                         | 1 – 0                                       | Vriendschappelijk                           |                                             |                                             |
| 5                                           | 15 augustus 2012                            | België – Nederland                          | 4 – 2                                       | Vriendschappelijk                           |                                             |                                             |
| 6                                           | 11 september 2012                           | Hongarije – Nederland                       | 1 – 4                                       | WK-kwalificatie                             | 3' 53'                                      |                                             |
| 7                                           | 12 oktober 2012                             | Nederland – Andorra                         | 3 – 0                                       | WK-kwalificatie                             |                                             |                                             |
| 8                                           | 16 oktober 2012                             | Roemenië – Nederland                        | 1 – 4                                       | WK-kwalificatie                             | 9'                                          |                                             |
| 9                                           | 6 februari 2013                             | Nederland – Italië                          | 1 – 1                                       | Vriendschappelijk                           | 33'                                         |                                             |
| 10                                          | 22 maart 2013                               | Nederland – Estland                         | 3 – 0                                       | WK-kwalificatie                             |                                             |                                             |
| 11                                          | 26 maart 2013                               | Nederland – Roemenië                        | 4 – 0                                       | WK-kwalificatie                             | 90'                                         |                                             |
| 12                                          | 7 juni 2013                                 | Indonesië – Nederland                       | 0 – 3                                       | Vriendschappelijk                           |                                             |                                             |
| 13                                          | 11 juni 2013                                | China – Nederland                           | 0 – 2                                       | Vriendschappelijk                           |                                             |                                             |
| Als speler van Dinamo Kiev                  | Als speler van Dinamo Kiev                  | Als speler van Dinamo Kiev                  | Als speler van Dinamo Kiev                  | Als speler van Dinamo Kiev                  | 2                                           |                                             |
| 14                                          | 14 augustus 2013                            | Portugal – Nederland                        | 1 – 1                                       | Vriendschappelijk                           |                                             |                                             |
| 15                                          | 6 september 2013                            | Estland – Nederland                         | 2 – 2                                       | WK-kwalificatie                             |                                             |                                             |
| 16                                          | 10 september 2013                           | Andorra – Nederland                         | 0 – 2                                       | WK-kwalificatie                             |                                             |                                             |
| 17                                          | 11 oktober 2013                             | Nederland – Hongarije                       | 8 – 1                                       | WK-kwalificatie                             | 38'                                         |                                             |
| 18                                          | 15 oktober 2013                             | Turkije – Nederland                         | 0 – 2                                       | WK-kwalificatie                             |                                             |                                             |
| 19                                          | 16 november 2013                            | Japan – Nederland                           | 2 – 2                                       | Vriendschappelijk                           |                                             |                                             |
| 20                                          | 19 november 2013                            | Nederland – Colombia                        | 0 – 0                                       | Vriendschappelijk                           |                                             |                                             |
| 21                                          | 31 mei 2014                                 | Nederland – Ghana                           | 1 – 0                                       | Vriendschappelijk                           |                                             |                                             |
| 22.                                         | 4 juni 2014                                 | Nederland – Wales                           | 2 – 0                                       | Vriendschappelijk                           | 76'                                         |                                             |
| 23.                                         | 13 juni 2014                                | Spanje – Nederland                          | 1 – 5                                       | WK 2014                                     |                                             |                                             |
| 24.                                         | 18 juni 2014                                | Australië – Nederland                       | 2 – 3                                       | WK 2014                                     |                                             |                                             |
| 25.                                         | 23 juni 2014                                | Nederland – Chili                           | 2 – 0                                       | WK 2014                                     |                                             |                                             |
| 26.                                         | 05 juli 2014                                | Nederland – Costa Rica                      | 0 – 0                                       | WK 2014                                     |                                             |                                             |
| 27.                                         | 04 september 2014                           | Italië – Nederland                          | 2 – 0                                       | Vriendschappelijk                           |                                             |                                             |
| 28.                                         | 10 oktober 2014                             | Nederland – Kazachstan                      | 3 – 1                                       | EK-kwalificatie                             |                                             |                                             |
| 29.                                         | 13 oktober 2014                             | IJsland – Nederland                         | 2 – 0                                       | EK-kwalificatie                             |                                             |                                             |
| 30.                                         | 12 juni 2015                                | Letland – Nederland                         | 0 – 2                                       | EK-kwalificatie                             |                                             |                                             |
| Als speler van Sunderland                   |                                             |                                             |                                             |                                             |                                             |                                             |
| 31.                                         | 13 oktober 2015                             | Nederland – Tsjechië                        | 2 – 3                                       | EK-kwalificatie                             |                                             |                                             |
| Als speler van Fenerbahçe                   |                                             |                                             |                                             |                                             |                                             |                                             |
| 32.                                         | 9 november 2016                             | Nederland – België                          | 1 – 1                                       | Vriendschappelijk                           |                                             |                                             |
| 33.                                         | 28 maart 2017                               | Nederland – Italië                          | 1 – 2                                       | Vriendschappelijk                           |                                             |                                             |
| 34.                                         | 9 juni 2017                                 | Nederland – Luxemburg                       | 5 – 0                                       | Vriendschappelijk                           |                                             |                                             |

## Erelijst
| Competitie           |        |                  |    |    |
| Competitie           | Aantal | Jaren            |    |    |
| AZ                   | AZ     | AZ               | AZ | AZ |
| -------------------- | ------ | ---------------- | -- | -- |
| Eredivisie           | 1x     | 2008/09          |    |    |
| Johan Cruijff Schaal | 1x     | 2009             |    |    |
| PSV                  |        |                  |    |    |
| KNVB beker           | 1x     | 2011/12          |    |    |
| Johan Cruijff Schaal | 1x     | 2012             |    |    |
| Dinamo Kiev          |        |                  |    |    |
| Premjer Liha         | 1x     | 2014/15          |    |    |
| Beker van Oekraïne   | 2x     | 2013/14, 2014/15 |    |    |

| Competitie         | Winnaar            | Winnaar            | Runner-up          | Runner-up          | Derde              | Derde              |
| Competitie         | Aantal             | Jaren              | Aantal             | Jaren              | Aantal             | Jaren              |
| Nederland onder 21 | Nederland onder 21 | Nederland onder 21 | Nederland onder 21 | Nederland onder 21 | Nederland onder 21 | Nederland onder 21 |
| ------------------ | ------------------ | ------------------ | ------------------ | ------------------ | ------------------ | ------------------ |
| UEFA EK onder 21   | 1x                 | 2007               |                    |                    |                    |                    |
| Nederland          |                    |                    |                    |                    |                    |                    |
| FIFA WK            |                    |                    |                    |                    | 1x                 | 2014               |

## Privé
- Lens is een neef van voormalig voetballer Sigi Lens en van personal trainer Carlos Lens.
- Lens heeft twee dochters en een zoon.
- In december 2010 werd duidelijk dat Lens een celstraf riskeerde. Toen hij nog bij AZ speelde, had hij een auto bestuurd terwijl zijn rijbewijs was ingevorderd. In februari 2011 moest hij zich verantwoorden voor de rechtbank.[14]